# Brezovka
Brezovka (bis 1927 slowakisch auch „Brezuvka“; ungarisch Berezóka – bis 1907 Brezufka) ist eine Gemeinde im Osten der Slowakei mit 112 Einwohnern (Stand 31. Dezember 2024). Sie gehört zum Okres Bardejov, einem Kreis des Prešovský kraj, und wird zur traditionellen Landschaft Šariš gezählt.

## Geographie
Die Gemeinde befindet sich in den Niederen Beskiden, noch genauer im Bergland Ondavská vrchovina, am Oberlauf eines linken Zuflusses der Topľa. Das Ortszentrum liegt auf einer Höhe von 359 m n.m. und ist 13 Kilometer von Bardejov entfernt (Straßenentfernung).
Nachbargemeinden sind Hažlín im Norden, Šašová im Osten, Dubinné im Süden, Poliakovce im Südwesten und Hrabovec im Westen.

## Geschichte
Brezovka wurde zum ersten Mal 1572 (nach anderen Angaben 1559) schriftlich erwähnt, weitere historische Bezeichnungen sind unter anderen Brezowka (1618) und Brezuoka (1773). Das Dorf war Teil der Herrschaft von Makovica.
1787 hatte die Ortschaft 13 Häuser und 72 Einwohner, 1828 zählte man 15 Häuser und 115 Einwohner, die als Landwirte beschäftigt waren. Während der Winterschlacht in den Karpaten in den ersten Monaten des Ersten Weltkriegs war Brezovka kurzzeitig durch russische Truppen besetzt.
Bis 1918 gehörte der im Komitat Sáros liegende Ort zum Königreich Ungarn und kam danach zur Tschechoslowakei beziehungsweise heute Slowakei. Nach dem Zweiten Weltkrieg pendelte ein Teil der Einwohner zur Arbeit in Industriebetriebe in Bardejov und Košice, die örtliche Einheitliche landwirtschaftliche Genossenschaft (Abk. JRD) wurde im Jahr 1959 gegründet.

## Bevölkerung
| Jahr                | 1994 | 2004    | 2014    | 2024    |
| ------------------- | ---- | ------- | ------- | ------- |
| Anzahl der Personen | 111  | 113     | 115     | 112     |
| Unterschied         |      | +1,80 % | +1,76 % | −2,60 % |

| Jahr                | 2023 | 2024    |
| ------------------- | ---- | ------- |
| Anzahl der Personen | 111  | 112     |
| Unterschied         |      | +0,90 % |

Nach der Volkszählung 2011 wohnten in Brezovka 106 Einwohner, davon 98 Slowaken und zwei Russinen. Sechs Einwohner machten keine Angabe zur Ethnie.
65 Einwohner bekannten sich zur römisch-katholischen Kirche, 22 Einwohner zur griechisch-katholischen Kirche, 11 Einwohner zur orthodoxen Kirche und zwei Einwohner zur Evangelischen Kirche A. B. Bei sechs Einwohnern wurde die Konfession nicht ermittelt.

## Baudenkmäler
- griechisch-katholische Kirche Schutz der hochheiligen Gottesgebärerin aus dem Jahr 1880

## Verkehr
Nach Brezovka führt nur die Cesta III. triedy 3513 („Straße 3. Ordnung“) als Abzweig der Cesta III. triedy 3533 von Bardejov (Anschluss an die Cesta I. triedy 77 („Straße 1. Ordnung“)) nach Kučín.